# Гай Генуцій Клепсіна
Гай Генуцій Клепсіна (лат. Gaius Genucius Clepsina; ? — після 270 до н. е.) — політичний, державний та військовий діяч часів Римської республіки, консул 276 та 270 років до н. е.

## Життєпис
Походив з роду Генуціїв. Син Луція Генуція Авентіна, консула 303 року до н. е. Про молоді роки немає відомостей. 
У 276 році до н. е. його обрано консулом разом з Квінтом Фабієм Максимом Гургом. Клепсіні довелося боротися з моровицею, яка вирувала на той час у Римі. Водночас разом з колегою активно готувався для продовження війни з Пірром, царем Епіру, та його союзниками—містами Великої Греції.
У 270 році до н. е. вдруге обрано консулом, цього разу разом з Гнеєм Корнелієм Блазіоном. Виступив проти бунтівного  кампанійського легіону в Регії, після тривалої облоги взяв місто приступом, покарав і стратив там кампанійців та інших італійців, а римських громадян відіслав до Риму для покарання. За це отримав від сенату право на тріумф. Про його подальшу долю нічого не відомо.